# Kimbolton (Herefordshire)
Kimbolton is een civil parish in het Engelse graafschap Herefordshire. In 2001 telde het civil parish 472 inwoners.